# Arturo Alvarado (futbolista)
Arturo Alvarado Pérez (Nació el 17 de agosto de 1987) es un exfutbolista y entrenador mexicano que jugaba como centrocampista. Actualmente dirige a los Alebrijes de Oaxaca de la Liga de Expansión MX.

## Trayectoria
Salió de las fuerzas básicas de los rayados, pasando en 2004 con las Cobras. Debutó en el 2006 con el Monterrey, después ficha con el Querétaro, en 2007 anotó dos goles contra los Pumas de la UNAM en el Estadio Olímpico Universitario, el marcador final fue 3-3.
Desde que llegó Ricardo La Volpe con Rayados hizo un buen papel en el Torneo Clausura 2008 entrando como relevo. 
Después tuvo un paso con el equipo de San Luis donde tuvo mucha participación en el cuadro titular con el técnico Américo Scatolaro, de cara al torneo bicentenario 2010 es fichado por los Indios. Después fue pasando por varios equipos de la Liga de Ascenso de México: Irapuato, Mérida FC, Correcaminos UAT, Zacatepec, Atlético San Luis y actualmente milita con los Alebrijes de Oaxaca.

## Clubes
| Club                | País   | Año          | Goles |
| ------------------- | ------ | ------------ | ----- |
| Monterrey           | México | 2004         | 0     |
| Cobras              | México | 2004 - 2005  | 0     |
| Monterrey           | México | 2005 - 2006  | 1     |
| Querétaro           | México | 2007         | 2     |
| Monterrey           | México | 2007 - 2008  | 1     |
| San Luis            | México | 2009         | 0     |
| Indios              | México | 2010         | 0     |
| Irapuato            | México | 2010- 2011   | 2     |
| Indios              | México | 2011         | 3     |
| Mérida              | México | 2012 - 2013  | 1     |
| Correcaminos        | México | 2013 - 2015  | 6     |
| Zacatepec           | México | 2015 - 2017  | 7     |
| Atlético San Luis   | México | 2017 - 2019  | 2     |
| Alebrijes de Oaxaca | México | 2019 - Ahora | 0     |

## Palmarés

### Títulos nacionales
| Título     | Club                 | País   | Año  |
| ---------- | -------------------- | ------ | ---- |
| Ascenso MX | Atlético de San Luis | México | 2018 |
| Ascenso MX | Alebrijes            | México | 2019 |

- Datos: Q5707096